# الکساندرا ۵۴
سیارک ۵۴ (به انگلیسی: 54 Alexandra) پنجاه و چهارمین سیارک کشف شده‌است که در ۱۰ سپتامبر ۱۸۵۸ و در پاریس کشف شد.
قدر مطلق سیارک برابر ۷٫۶۶ است.